# Communauté de communes Amognes Cœur du Nivernais
La communauté de communes Amognes Cœur du Nivernais est une communauté de communes française située dans le département de la Nièvre en région Bourgogne-Franche-Comté.

## Histoire
La communauté de communes est créée au 1er janvier 2017 par arrêté du 16 septembre 2016. Elle est formée par fusion de la communauté de communes des Amognes (à l'exception de La Fermeté), de la communauté de communes Le Bon Pays (à l'exception de Poiseux) et de la communauté de communes Cœur du Nivernais.

## Administration
| Période      | Période  | Identité          | Étiquette | Qualité                                     |
| ------------ | -------- | ----------------- | --------- | ------------------------------------------- |
| janvier 2017 | En cours | Christian Perceau |           | Maire de Montigny-aux-Amognes (depuis 2008) |

## Listes des communes
La communauté de communes est composée des 28 communes suivantes :

| Nom                       | Code Insee | Gentilé             | Superficie (km2) | Population (dernière pop. légale) | Densité (hab./km2) |
| ------------------------- | ---------- | ------------------- | ---------------- | --------------------------------- | ------------------ |
| Saint-Benin-d'Azy (siège) | 58232      | Bénignois           | 35,8             | 1 257 (2022)                      | 35                 |
| Anlezy                    | 58006      | Anlezyquois         | 21,13            | 241 (2022)                        | 11                 |
| Bazolles                  | 58024      | Bazollois           | 28,57            | 284 (2022)                        | 9,9                |
| Beaumont-Sardolles        | 58028      | Beaumont-Sardollois | 29,14            | 116 (2022)                        | 4                  |
| Billy-Chevannes           | 58031      | Billy-Chevannais    | 23,76            | 316 (2022)                        | 13                 |
| Bona                      | 58035      | Bonassiers          | 23,24            | 297 (2022)                        | 13                 |
| Cizely                    | 58078      | Cisilliens          | 7,1              | 52 (2022)                         | 7,3                |
| Crux-la-Ville             | 58092      |                     | 45,56            | 399 (2022)                        | 8,8                |
| Diennes-Aubigny           | 58097      | Diannais            | 36,89            | 91 (2022)                         | 2,5                |
| Fertrève                  | 58113      | Fertrévois          | 24,43            | 92 (2022)                         | 3,8                |
| Frasnay-Reugny            | 58119      | Frasniacois         | 13,62            | 80 (2022)                         | 5,9                |
| Jailly                    | 58136      | Jalliacois          | 10,74            | 67 (2022)                         | 6,2                |
| Limon                     | 58143      | Limonais            | 8,04             | 145 (2022)                        | 18                 |
| Montigny-aux-Amognes      | 58176      | Montignois          | 25,17            | 632 (2022)                        | 25                 |
| Nolay                     | 58196      |                     | 43,04            | 346 (2022)                        | 8                  |
| Rouy                      | 58223      |                     | 35,88            | 646 (2022)                        | 18                 |
| Saint-Benin-des-Bois      | 58233      | Beninais            | 19,4             | 193 (2022)                        | 9,9                |
| Saint-Firmin              | 58239      |                     | 10,4             | 152 (2022)                        | 15                 |
| Saint-Franchy             | 58240      |                     | 18,63            | 80 (2022)                         | 4,3                |
| Saint-Jean-aux-Amognes    | 58247      | Johannais           | 18,02            | 526 (2022)                        | 29                 |
| Saint-Maurice             | 58257      |                     | 10,39            | 54 (2022)                         | 5,2                |
| Saint-Saulge              | 58267      | Saint-Saulgeois     | 25,77            | 679 (2022)                        | 26                 |
| Saint-Sulpice             | 58269      |                     | 25,71            | 418 (2022)                        | 16                 |
| Sainte-Marie              | 58253      |                     | 15,64            | 86 (2022)                         | 5,5                |
| Saxi-Bourdon              | 58275      | Saxibordinois       | 18,44            | 270 (2022)                        | 15                 |
| Trois-Vèvres              | 58297      | Trois-Vèvriens      | 7,65             | 243 (2022)                        | 32                 |
| Vaux d'Amognes            | 58204      |                     | 37,84            | 528 (2022)                        | 14                 |
| Ville-Langy               | 58311      | Langyvillois        | 26,86            | 237 (2022)                        | 8,8                |